# Olympische Winterspiele 2010/Teilnehmer (Griechenland)
| Gelbes Symbol für Goldmedaillen mit stilisierten Olympischen Ringen | Graues Symbol für Silbermedaillen mit stilisierten Olympischen Ringen | Braundes Symbol für Bronzemedaillen mit stilisierten Olympischen Ringen |
| ------------------------------------------------------------------- | --------------------------------------------------------------------- | ----------------------------------------------------------------------- |
| —                                                                   | —                                                                     | —                                                                       |

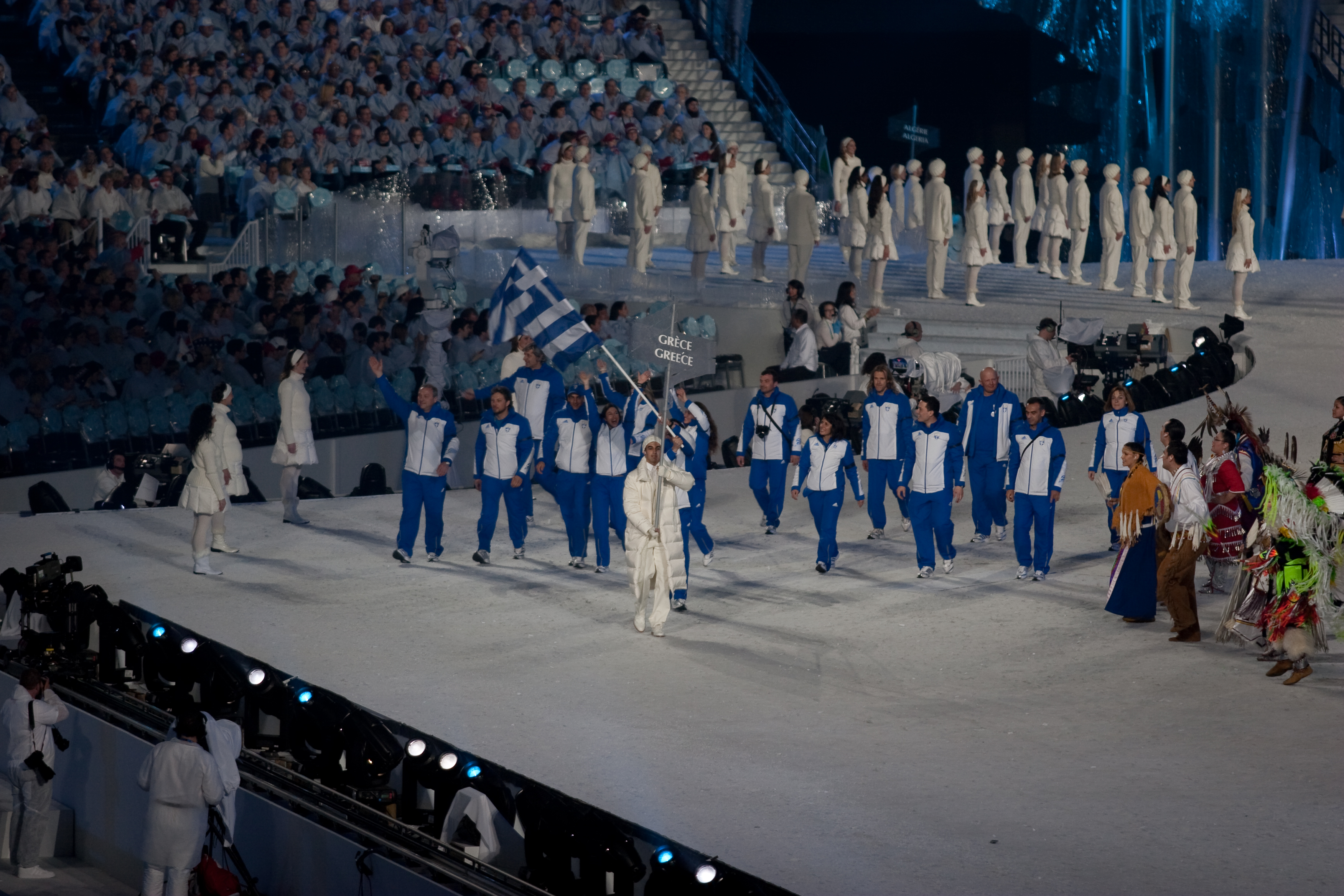
Einmarsch der griechischen Delegation

Griechenland nahm an den Olympischen Winterspielen 2010 im kanadischen Vancouver mit sieben Sportlern in drei Sportarten teil.
Griechenland hat an allen Olympischen Winterspielen seit 1936 mit Ausnahme der Spiele in Squaw Valley 1960 teilgenommen, aber noch niemals eine Medaille gewonnen.

## Flaggenträger
Die Flagge Griechenlands, die bei der Eröffnungsfeier aller Olympischen Spielen als erste Fahne hereingetragen wird, wurde von Thanasis Tsakiris getragen. Der 45 Jahre alte Biathlet nahm zum fünften Mal an Olympischen Winterspielen teil und bildete mit seiner Tochter Panagiota Tsakiri die griechische Biathlon-Mannschaft.

## Teilnehmer nach Sportarten

### Biathlon
Männer
- Thanasis Tsakiris
Sprint: dnf
Einzel: 80. Platz

Frauen
- Panagiota Tsakiri
Sprint: 86. Platz

### Ski Alpin
| Männer - Vasilios Dimitriadis Slalom: 33. Platz (+ 8,84 s) - Stefanos Tsimikalis Slalom: im 1. Durchgang ausgeschieden | Frauen - Sofia Ralli Slalom: 47. Platz (+ 17,52 s) |

### Skilanglauf
| Männer - Eleftherios Fafalis Sprint: 50. Platz | Frauen - Maria Danou 10 km Freistil: 73. Platz |